# Skenderbegov muzej
Skenderbegov muzej (albanski: Muzeu Kombëtar Gjergj Kastrioti Skënderbeu)  nalazi se u Kruji u Albaniji. Muzej je otvoren 1. studenoga 1982. godine u čast albanskog nacionalnog heroja Skenderbega (1405. – 1468.). Muzej se nalazi unutar tvrđave Kruje i obnovljenog bazara. Tvrđava uključuje obnovljenu kuću iz otomanskog doba koja je sada Etnografski muzej.
Osmanska vojska tri puta je napadala tvrđavu 1450., 1466. i 1467. godine, ali ju nikada nije uspjela osvojiti. Bila je to neosvojiva tvrđava koja je pomogla Skanderbegu braniti Albaniju od osmanlijske invazije više od dva desetljeća.
Muzej sadrži predmete koji datiraju iz skenderbegava vremena. Izlošci su raspoređeni na način da kronološki prate njegov život i vojne podvige. Slike, oklop i drugi predmeti datiraju iz njegova vremena, te predstavljaju jedno od najponosnijih razdoblja albanske povijesti. Zanimljiv je prikaz replike junaka s kacigom na čijem se vrhu nalazi kozja glava, čiji se izvornik nalazi u Muzeju povijesti umjetnosti u Beču. Spomen muzej dizajnirali su Pirro Vaso i Pranvera Hoxha.

## Vanjeske poveznice
- Službena stranica  Arhivirana inačica izvorne stranice od 4. svibnja 2016. (Wayback Machine)
- Fotografije muzeja, 2006.